# Umberto Bossi
Umberto Bossi (Cassano Magnago, 1941. szeptember 19. –) olasz politikus, szenátor, volt európai parlamenti képviselő és az Olasz Képviselőház tagja. Az Északi Liga alapítója.
1987-ben választották először szenátornak, ekkor kapta a Senatùr (kiejtése: „szenátűr”) becenevet, amely lombard nyelven szenátort jelent. 1992 óta hétszer választották meg Képviselőházi tagnak, négyszer európai parlamenti képviselőnek.
Kormányzati szerephez 2001-ben jutott először, amikor a második Berlusconi-kormányban az intézményes reformokért felelős miniszternek nevezték ki.
2012. április 5-én Bossi lemondott a párt vezetéséről, miután kiderült, hogy a párt pénzeket magáncélra használta ő és a családja. A párt főtitkára volt 1989-es megalapítás óta.

## Élete

### Fiatalkora
1941-ben született. Édesapja Ambrogio Mauri (1900–1989) textilmunkás volt Gallaratéban, édesanyja Ida Valentina Mauri (1918–2013) házmester. Umberto volt az elsőszülött gyerek, öccse Franco 1947-ben és húga Angela 1951-ben született.
A Scuola Radio Elettra elektronikai szakközépiskolában érettségizett, elektronikai műszerészként. Érettségi után gyári munkásként dolgozott Paviában.

### Politikai pályafutása
Az 1970-es évek elején az il manifesto kommunista napilap aktivistája volt. 1975-ben jelentkezett az Olasz Kommunista Pártba. A pártba való belépéskor kitöltött űrlapon hivatásához orvost írt, mert Paviában orvostudományt tanult, de sosem diplomázott le.
1974–75-ben a kommunista párt egy olyan szervezetének volt alkalmazottja Samaratében, amely az Augusto Pinochet által vezetett katonai puccs után Olaszországba menekült chileieket segítette meg.
1979 fordulópontot jelentett addigi életében: megismerte Bruno Salvadorit az Union Valdotaine Valle d’Aosta tartomány autonómiájáért küzdő mozgalmának a vezetőjét. Elhatározta Bossi, hogy egyesíti az észak-olaszországi tartományok függetlenségéért küzdő mozgalmakat és pártot hoz létre.
1982-ben Roberto Maronival és Giuseppe Leonival megalapította a Lombaridai Autonóm Ligát, aminek főtitkára lett.
Az 1983-as olaszországi választáson indult Lombardia választókörzetében, de nem választották meg. 1984. április 12-én megalapította a Lombard Ligát, aminek 1993-ig volt vezetője.

### Északi Liga

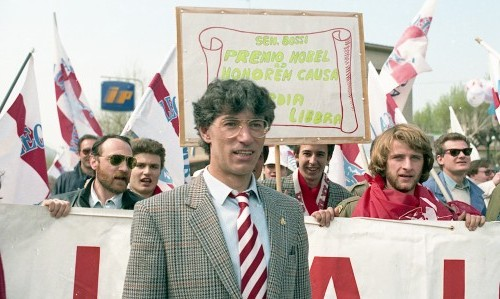
Bossi a Pontidai gyűlésen 1990-ben

Az 1980-as évekre sikerült Bossinak egységbe szerveznie a függetlenségi mozgalmakat, az 1989-es európai parlamenti választásokon Észak Szövetsége néven indultak, ahol 2 mandátumot sikerült szerezniük. 1989. december 4-én hivatalosan is létrejött az Északi Liga. Az 1990-ben először megtartott pontidai gyűlésen a párt főtitkárának nevezték ki.
Az 1992-es parlamenti választásokon újra megválasztották képviselőnek, és a pártja országos jelentőségűvé vált. Ebben az évben robbant ki a Tangentopoli-ügy, amely a pártok korrupciós botrányáról szólt, Bossi a milánói vizsgáló ügyészi bizottságot támogatta, ám 1993-ban személye és a pártja is belekeveredett az Enimont-botrányba; az ügyészség azzal vádolta, hogy az Enimonttól 200 milliárd líra kenőpénzt fogadott el. Az ügyészi bizottság munkáját támogatta, és részt vett az Olasz Szociális Mozgalommal, Baloldali Demokratikus Párttal és a Zöldek Szövetségével közösen egy tüntetésen is.
1994. január 5-én az Enimont-ügy kapcsán Bossi beismerte, hogy a Montedison vegyipari vállalattól kenőpénzt fogadott el. Ez ügyben az ügyészség 1995-ben a pártfinanszírozási törvény megsértése miatt 8 hónapos szabadságvesztésre ítélte, 1997-ben a milánói Fellebbviteli Bíróság és 1998-ban a Legfelsőbb Bíróság is helybenhagyta az ítéletet.

### Rövid szövetség a Forza Italiaval
Az 1994-es parlamenti választásokra készülve Silvio Berlusconi vállalkozó bejelentette, hogy indul a választásokon és megalapítja a Forza Italia pártot, a párttal északon velük, a déli tartományokban az Olasz Szociális Mozgalommal alakítva koalíciót létrehozzák a Szabadság Pólusa jobbközép választási szövetséget.
1994. december 22-én az Első Berlusconi-kormány elvesztette a Bossi által előterjesztett bizalmatlansági indítványt, miután Bossi szerint Berlusconi megfeledkezett az Északi Liga függetlenségi törekvéseiről.

### Ellenzékben (1995–2001)
1995-ben a párt himnusza Verdi Nabucco operájának harmadik felvonásának Va, pensiero kórus dala lett.
Az 1996-os olaszországi parlamenti választásokon a párt önállóan indult. A szavazatok 10,8%-át (Venetóban 29%, Lombardia 26% és Piemont tartományokban 18%-ot ért el) szerezte meg országos szinten. 1996. szeptember 15-én Bossi élőláncot szervezett a Pó folyó mentén és jelképesen kikiáltja Padánia megalakulását Velencében, ahol Olaszország zászlaját leeresztették és Padánia zászlaját felemelték.
Ebben az évben megalapították Mantovában az Északi Parlamentet (később Padániai Parlament) emellett számos médiumot alapítottak meg: La Padania napilap, Radio Padania rádiót és a TelePadaniát mint televíziós csatornát.
Silvio Berlusconival való kapcsolata továbbra is feszült volt, ráadásul a Padania napilap lehozott egy cikket, amiben a Forza Italia elnökét maffiakapcsolatokkal vádolta meg.
A balközép kormányok (1996–2001) ideje alatt Bossi ismét szövetségre lépett Berlusconival és a 2000-es helyhatósági választásokon már közös listán indultak, a Szabadság Háza nevű koalícióban. Ezzel a koalícióval nyerték meg a 2001-es parlamenti választásokat is, annak ellenére, hogy az Északi Liga külön csak 3,9%-ot ért el.

### Betegsége és visszatérés a politikába
2004. március 11-én szélütést kapott és súlyos állapotban a varesei Ospedale Fondazione Macchi di Varese kórházba került. Felépülése után 51 napra rehabilitációs intézetbe került Svájcba. Rossz egészségi állapota ellenére (féloldali bénultsága volt a szélütés miatt, nehezen tudott járni és beszélni is) jelöltette meg a 2004-es európai parlamenti választáson pártja listavezetőjeként. 2005 júniusában tért vissza ismét a politikai életbe.
2008-ban a választásokon győzött a Szabadság Népe választási koalíció, így ismét kormánypárttá váltak. Bossi lett az intézményes reformokért felelős miniszter, 2009-ben miniszterként beterjesztette törvénymódosító javaslatát, a pénzügyi föderalizmusról, amit megszavaztak.

### Bossi lemondása
2012. április 5-én lemondott Umberto Bossi az Északi Liga főtitkári tisztségéről, miután a milánói, nápolyi és Reggio calabriai Ügyészség nyomozása megállapította, hogy a párt pénzeit saját családja javára magáncélra használta fel.

## Fordítás
- Ez a szócikk részben vagy egészben  az   Umberto Bossi című olasz Wikipédia-szócikk ezen változatának fordításán alapul.  Az eredeti cikk szerkesztőit annak laptörténete sorolja fel. Ez a jelzés csupán a megfogalmazás eredetét és a szerzői jogokat jelzi, nem szolgál a cikkben szereplő információk forrásmegjelöléseként.